# Tista (Abang)
Tista is een bestuurslaag in het regentschap Karangasem van de provincie Bali, Indonesië. Tista telt 4513 inwoners (volkstelling 2010).